# Диньянди
Диньянди (исл. Dynjandi) — водопад на реке Диньяндисау, крупнейший водопад в регионе Вестфирдир на северо-западе Исландии.
В переводе с исландского название водопада означает ревущий, бешеный.
Представляет собой систему водопадов общей высотой около 100 м. Ширина водопада достигает 30 м. Летом расход воды составляет от 2 до 8 м³/с.
С 1981 г водопад и его окрестности являются природоохранной зоной.
Чуть ниже большого водопада Фьядльфосс находится несколько меньших водопадов: Hundafoss, Göngufoss, Háifoss, Úðafoss, Bæjarfoss. Почти сразу после водопадов река Диньяндисау впадает в Боргар-фьорд (рукав залива Аднар-фьорд). У устья реки расположено место для кемпинга.
Подстилающие породы водопада состоят из чередующихся лавы и осадочных слоев. Древнейшие слои лавы имеют возраст 13-14 млн лет.
Водопад находится недалеко от Дороги 60 (Вестфьярдарвегюр) и в 73 км от города Патрексфьордюр (исл. Patreksfjörður). Туризм в данной местности только начинает развиваться.